# Irbis
Irbis (Panthera uncia, dříve také Uncia uncia), též irbis horský či levhart sněžný je kočkovitá šelma z podčeledi velkých koček obývající horské masivy Střední Asie.
Irbis vzhledem připomíná levharta, je o něco menší, ale robustnější. Délka těla je 103–130 cm, délka ocasu 90–105 cm. Výška v plecích dosahuje kolem 60 cm, váha 22–55 kg (samci jsou o něco mohutnější než samice). Srst je měkká, hustá (kolem 4000 chlupů na cm²) a obzvláště v zimě velmi dlouhá (na břiše až 120 mm). Na základním světlém zbarvení jsou umístěny tmavé skvrny a rozety. Dlouhý a mohutný ocas pomáhá irbisovi udržovat rovnováhu při pohybu a skocích. Kořistí irbisa jsou především horští kopytníci, příležitostně však loví i menší zvířata jako hlodavce, zajícovce či hrabavé ptáky. Jeho biotopem jsou především horské louky a pastviny, bezlesé a kamenité planiny nad horní hranicí lesa. Obvykle se pohybuje v nadmořských výškách 1500–4000 m n. m., v Himálaji byl zaznamenán dokonce až v 6000 m n. m., na Džungarském Alatau však také ve výškách pod 1000 m n. m.
Stav divoce žijící populace irbisů lze kvůli nedostupnosti biotopu monitorovat jen velmi obtížně, různé odhady z let 2003–2014 uvádějí čísla v rozmezí 3920–7500 divoce žijících jedinců. Druh byl od roku 1972 veden Mezinárodním svazem ochrany přírody jako ohrožený, v roce 2017 byl však překlasifikován na zranitelný. V CITES je irbis citován v příloze I, mezi druhy, s nimiž je jakýkoliv mezinárodní obchod zakázán. Přestože v celém areálu výskytu je irbis pod legislativní ochranou, největší nebezpečí pro něj stále představuje ilegální lov a pytláctví spojené s výnosným prodejem trofejí na černém trhu. Organizované projekty na ochranu irbisa začaly vznikat teprve v posledních desetiletích. V říjnu 2013 v kyrgyzském Biškeku podepsali zástupci všech 12 zemí, na jejichž území areál irbisa zasahuje, společnou deklaraci, na jejímž základě vznikl projekt Global Snow Leopard & Ecosystem Protection Program, který by měl do roku 2020 vytipovat napříč areálem výskytu nejméně 20 zdravých populací a zajistit jejich ochranu.
V zajetí se daří irbisa úspěšně rozmnožovat, populace v zoologických zahradách čítá více než 500 jedinců a je považována za životaschopnou a stabilní. Plemennou knihu irbisa vede zoologická zahrada ve finských Helsinkách.
Irbis není obvyklé heraldické zvíře, přesto jej najdeme například ve znaku ruské republiky Chakasie či měst Almaty a Biškek. Byl rovněž jedním z maskotů Zimních olympijských her 2014 v ruském Soči.

## Etymologie
Slovo „irbis“ pochází z mongolštiny. Do češtiny se dostalo přes ruštinu. Jedná se o jeden z názvů, které uvádí Jan Svatopluk Presl ve svém díle Ssavectvo. Rukověť soustavná k poučení vlastnímu (Praha, 1834). Slovo se, na rozdíl od některých jiných názvů navržených J. S. Preslem, ujalo a jako označení příslušného zvířete se v češtině používá dodnes.
Název „sněžný levhart“ či někdy taktéž užívaný „sněžný leopard“ poukazuje na vysokohorský biotop a podobnost vzhledu irbisa s levhartem. Tímto názvem je irbis primárně označován v řadě jazyků, např. anglicky je to „snow leopard“, německy „Schneeleopard“, italsky „leopardo delle nevi“, rusky „снежный барс“ (synonymum názvu „ирбис“).
Rodové jméno „Panthera“ pochází z řeckého πάνθηρ (pánthēr), což je řecký název pro levharta, který je typovým zástupcem rodu. Název je složen ze dvou částí: pan– znamená „vše“ a thēr znamená „kořist“, dohromady tedy „vše je kořist“ – narážka na to, že levhart a jeho příbuzní jsou vrcholovými predátory.
Latinské označení druhu (a dříve i rodu) „uncia“, stejně jako anglický název „ounce“ (synonymum k „snow leopard“), je odvozeno z francouzského „once“. Původ tohoto slova lze vysledovat k řeckému označení rysa ostrovida λύγξ (lunx). Slovo je odvozeno z indoevropského kořene leuk- značícího „světlo, jas“ – jde o narážku na zářivé oči rysa. Slovo bylo latinizováno na „lynx“ a do starofrancouzštiny převzato jako „lonce“. Úvodní „l“ bylo později mylně pokládáno za určitý člen („l'once“). Přeneseně pak byly slovem „once“ či „ounce“ označovány i ostatní kočkovité šelmy velikostí či vzhledem připomínající rysa.
V zemích svého přirozeného výskytu je irbis znám pod mnoha místními názvy. Mongolsky a burjatsky se nazývá irbes nebo irves, kazašsky a altajsky bars nebo barys, kyrgyzsky ilbirs, ladacky šan, tibetsky sazig (གསའ་གཟིག, příp. zigsa, sa), paštunsky wāwrīn pṛāng (horský levhart), persky palangi barfí (sněžný levhart), urdsky barfānī čītā (sněžný gepard) a hindsky him tendua (हिम तेन्दुआ, sněžný levhart).

## Taxonomie a historie
První zmínka o irbisovi a první vyobrazení v evropské literatuře pochází od francouzského přírodovědce Georgese de Buffona z roku 1761. Buffon ve svém spisu Histoire Naturelle uváděl, že irbis žije v Persii, kde je odchytáván a cvičen k lovu (možná šlo o záměnu s gepardem).
Autorem prvního vědeckého popisu irbisa je německý lékař a přírodovědec Johann von Schreber, který druh pod názvem Felis uncia popsal v roce 1775. V roce 1831 druh pod názvem Felis irbis popsal jiný německý přírodovědec a zoolog Christian Ehrenberg. Potřetí byl druh popsán v roce 1855 americkým lékařem a přírodovědcem Thomasem Horsfieldem, tentokrát pod názvem Felis uncioides.
Irbis patří mezi velké kočky rodu Panthera, ke kterým byl po svém popsání také původně řazen. Později však byl na dlouhou dobu přeřazen do samostatného rodu Uncia (Pocock, 1916). Lebka irbisa je morfologicky odlišná od všech ostatních druhů rodu Panthera více než lebky libovolných dvou jiných druhů rodu Panthera mezi sebou. K tomu navíc irbis nese kombinaci morfologických a etologických znaků typických jak pro velké kočky, tak pro malé kočky. Například struktura lebky je velmi podobná velkým zástupcům rodu Felis, zatímco jazylka nese typické znaky zástupců rodu Panthera. Teprve genetické analýzy z počátku 21. století jednoznačně prokázaly příslušnost irbisa do rodu Panthera. Analýzy potvrdily blízkou příbuznost zástupců rodu Panthera (včetně irbisa) mezi sebou, přičemž levharta obláčkového (Neofelis nebulosa) určily za zástupce sesterského rodu Neofelis.
Nadále však panují nejasnosti ohledně přesného zařazení irbisa v rámci rodu Panthera. Li a Zhang (2005) na základě analýzy mitochodriálních genů a jaderné DNA považovali irbisa za nejblíže příbuzného levhartovi (Panthera pardus), Johnson a kol. (2006) na základě analýzy mitochondriální DNA označil irbisa za sesterskou skupinu tygra (Panthera tigris), Wei a kol. (2008, 2011) však na základě analýzy kompletně přečteného mitochondriálního genomu usuzoval, že nejbližším příbuzným irbisa je lev (Panthera leo). Bagatharia et al. (2012), který na rozdíl od svých předchůdců již měl k dispozici kompletně přečtený mitochondriální genom lva indického (Panthera leo persica), však jako sesterské druhy určil opět lva a levharta, přičemž irbisa umístil v kladogramu mezi zmíněnou dvojici a tygra. Ke stejnému závěru dochází i Zhang a Zhang (2012). Li et al. (2016) ve své studii zkoumal rozdíly mezi fylogenetickými stromy sestavenými na základě jaderného a mitochondriálního genomu a došel k závěru, že linie irbisa byla v dávné minulosti pravděpodobně ovlivněna hybridizací, když došlo ke křížení mezi předky dnešních lvů a irbisů. Potomci z tohoto křížení měli zřejmě evoluční výhodu nad „obyčejnými“ irbisy a jimi nesené geny následně v linii irbisa převládly.
|  | \| \| Panthera leo (lev) \| \| \| \| \| \| Panthera pardus (levhart) \| \| \| \| |
|  |                                                                                  |
|  | Panthera onca (jaguár)                                                           |
|  |                                                                                  |
|  | Panthera leo (lev)                                                               |
|  |                                                                                  |
|  | Panthera pardus (levhart)                                                        |
|  |                                                                                  |

|  | Panthera leo (lev)        |
|  |                           |
|  | Panthera pardus (levhart) |
|  |                           |

|  | Panthera uncia (irbis) |
|  |                        |
|  | Panthera tigris (tygr) |
|  |                        |

|  | \| \| Panthera leo (lev) \| \| \| \| \| \| Panthera pardus (levhart) \| \| \| \| |
|  |                                                                                  |
|  | Panthera onca (jaguár)                                                           |
|  |                                                                                  |
|  | Panthera leo (lev)                                                               |
|  |                                                                                  |
|  | Panthera pardus (levhart)                                                        |
|  |                                                                                  |

|  | Panthera leo (lev)        |
|  |                           |
|  | Panthera pardus (levhart) |
|  |                           |

|  | Panthera uncia (irbis) |
|  |                        |
|  | Panthera tigris (tygr) |
|  |                        |

|  | \| \| Panthera leo (lev) \| \| \| \| \| \| Panthera pardus (levhart) \| \| \| \| |
|  |                                                                                  |
|  | Panthera onca (jaguár)                                                           |
|  |                                                                                  |
|  | Panthera leo (lev)                                                               |
|  |                                                                                  |
|  | Panthera pardus (levhart)                                                        |
|  |                                                                                  |

|  | Panthera leo (lev)        |
|  |                           |
|  | Panthera pardus (levhart) |
|  |                           |

|  | Panthera uncia (irbis) |
|  |                        |
|  | Panthera tigris (tygr) |
|  |                        |

|  | \| \| Panthera leo (lev) \| \| \| \| \| \| Panthera pardus (levhart) \| \| \| \| |
|  |                                                                                  |
|  | Panthera onca (jaguár)                                                           |
|  |                                                                                  |
|  | Panthera leo (lev)                                                               |
|  |                                                                                  |
|  | Panthera pardus (levhart)                                                        |
|  |                                                                                  |

|  | Panthera leo (lev)        |
|  |                           |
|  | Panthera pardus (levhart) |
|  |                           |

|  | Panthera uncia (irbis) |
|  |                        |
|  | Panthera tigris (tygr) |
|  |                        |

|  | \| \| Panthera leo (lev) \| \| \| \| \| \| Panthera pardus (levhart) \| \| \| \| |
|  |                                                                                  |
|  | Panthera uncia (irbis)                                                           |
|  |                                                                                  |
|  | Panthera leo (lev)                                                               |
|  |                                                                                  |
|  | Panthera pardus (levhart)                                                        |
|  |                                                                                  |

|  | Panthera leo (lev)        |
|  |                           |
|  | Panthera pardus (levhart) |
|  |                           |

|  | \| \| Panthera leo (lev) \| \| \| \| \| \| Panthera pardus (levhart) \| \| \| \| |
|  |                                                                                  |
|  | Panthera uncia (irbis)                                                           |
|  |                                                                                  |
|  | Panthera leo (lev)                                                               |
|  |                                                                                  |
|  | Panthera pardus (levhart)                                                        |
|  |                                                                                  |

|  | Panthera leo (lev)        |
|  |                           |
|  | Panthera pardus (levhart) |
|  |                           |

|  | \| \| Panthera leo (lev) \| \| \| \| \| \| Panthera pardus (levhart) \| \| \| \| |
|  |                                                                                  |
|  | Panthera uncia (irbis)                                                           |
|  |                                                                                  |
|  | Panthera leo (lev)                                                               |
|  |                                                                                  |
|  | Panthera pardus (levhart)                                                        |
|  |                                                                                  |

|  | Panthera leo (lev)        |
|  |                           |
|  | Panthera pardus (levhart) |
|  |                           |

|  | \| \| Panthera leo (lev) \| \| \| \| \| \| Panthera pardus (levhart) \| \| \| \| |
|  |                                                                                  |
|  | Panthera uncia (irbis)                                                           |
|  |                                                                                  |
|  | Panthera leo (lev)                                                               |
|  |                                                                                  |
|  | Panthera pardus (levhart)                                                        |
|  |                                                                                  |

|  | Panthera leo (lev)        |
|  |                           |
|  | Panthera pardus (levhart) |
|  |                           |

|  | \| \| Panthera leo (lev) \| \| \| \| \| \| Panthera pardus (levhart) \| \| \| \| |
|  |                                                                                  |
|  | Panthera uncia (irbis)                                                           |
|  |                                                                                  |
|  | Panthera leo (lev)                                                               |
|  |                                                                                  |
|  | Panthera pardus (levhart)                                                        |
|  |                                                                                  |

|  | Panthera leo (lev)        |
|  |                           |
|  | Panthera pardus (levhart) |
|  |                           |

|  | \| \| Panthera leo (lev) \| \| \| \| \| \| Panthera pardus (levhart) \| \| \| \| |
|  |                                                                                  |
|  | Panthera uncia (irbis)                                                           |
|  |                                                                                  |
|  | Panthera leo (lev)                                                               |
|  |                                                                                  |
|  | Panthera pardus (levhart)                                                        |
|  |                                                                                  |

|  | Panthera leo (lev)        |
|  |                           |
|  | Panthera pardus (levhart) |
|  |                           |

|  | \| \| Panthera leo (lev) \| \| \| \| \| \| Panthera pardus (levhart) \| \| \| \| |
|  |                                                                                  |
|  | Panthera uncia (irbis)                                                           |
|  |                                                                                  |
|  | Panthera leo (lev)                                                               |
|  |                                                                                  |
|  | Panthera pardus (levhart)                                                        |
|  |                                                                                  |

|  | Panthera leo (lev)        |
|  |                           |
|  | Panthera pardus (levhart) |
|  |                           |

|  | \| \| Panthera leo (lev) \| \| \| \| \| \| Panthera pardus (levhart) \| \| \| \| |
|  |                                                                                  |
|  | Panthera uncia (irbis)                                                           |
|  |                                                                                  |
|  | Panthera leo (lev)                                                               |
|  |                                                                                  |
|  | Panthera pardus (levhart)                                                        |
|  |                                                                                  |

|  | Panthera leo (lev)        |
|  |                           |
|  | Panthera pardus (levhart) |
|  |                           |

### Poddruhy
Přes rozsáhlý areál výskytu rozdělený do menších oblastí naprostá většina zoologů nerozlišovala u irbisa poddruhy. Přesto se objevily pokusy o popis několika poddruhů dle geografických oblastí. Například irbisové ze severozápadu Střední Asie, Mongolska a Ruska by byli řazeni do poddruhu Uncia uncia uncia (resp. Panthera uncia uncia), zatímco irbisové ze západní Číny a Himálaje by tvořili poddruh Uncia uncia uncioides (resp Panthera uncia uncioides). Tyto snahy však nezískaly mezi odbornou veřejností výraznější podporu a platnost taxonomických označení byla donedávna nulitní.
V průběhu roku 2017 vyšla studie o detailním genetickém výzkumu provedeném na 70 jedincích. Výsledky ukazují, že populace irbisa prošla asi před 8000 lety výrazným efektem hrdla láhve, jenž souvisel se změnou klimatu v oblasti Tibetské náhorní plošiny. Kvůli tomu vykazuje nízkou genetickou variabilitu. Autoři studie přesto na základě genetické odlišnosti, jasného rozčlenění populace a geografické separace doporučili rozdělit druh na tři poddruhy: Panthera uncia irbis (severní skupina z oblasti Altaje), Panthera uncia uncia (západní skupina z oblasti Ťan-šanu, Pamíru a trans-Himálaje), a Panthera uncia uncioides (střední skupina z Himálaje a Tibetské plošiny).
V návrhu nové taxonomie kočkovitých šelem, publikovaném v roce 2017 Mezinárodním svazem ochrany přírody, je irbis uveden jako monotypický druh. Byla však doporučena molekulární analýza genomu himálajských a tibetských irbisů (výše uvedená studie v době publikační uzávěrky pravděpodobně ještě nebyla k dispozici), která by měla potvrdit či vyvrátit postavení těchto jedinců jako případného poddruhu Panthera uncia schneideri (výše navržené vědecké jméno Panthera uncia uncioides je považováno za nomen nudum).

## Popis

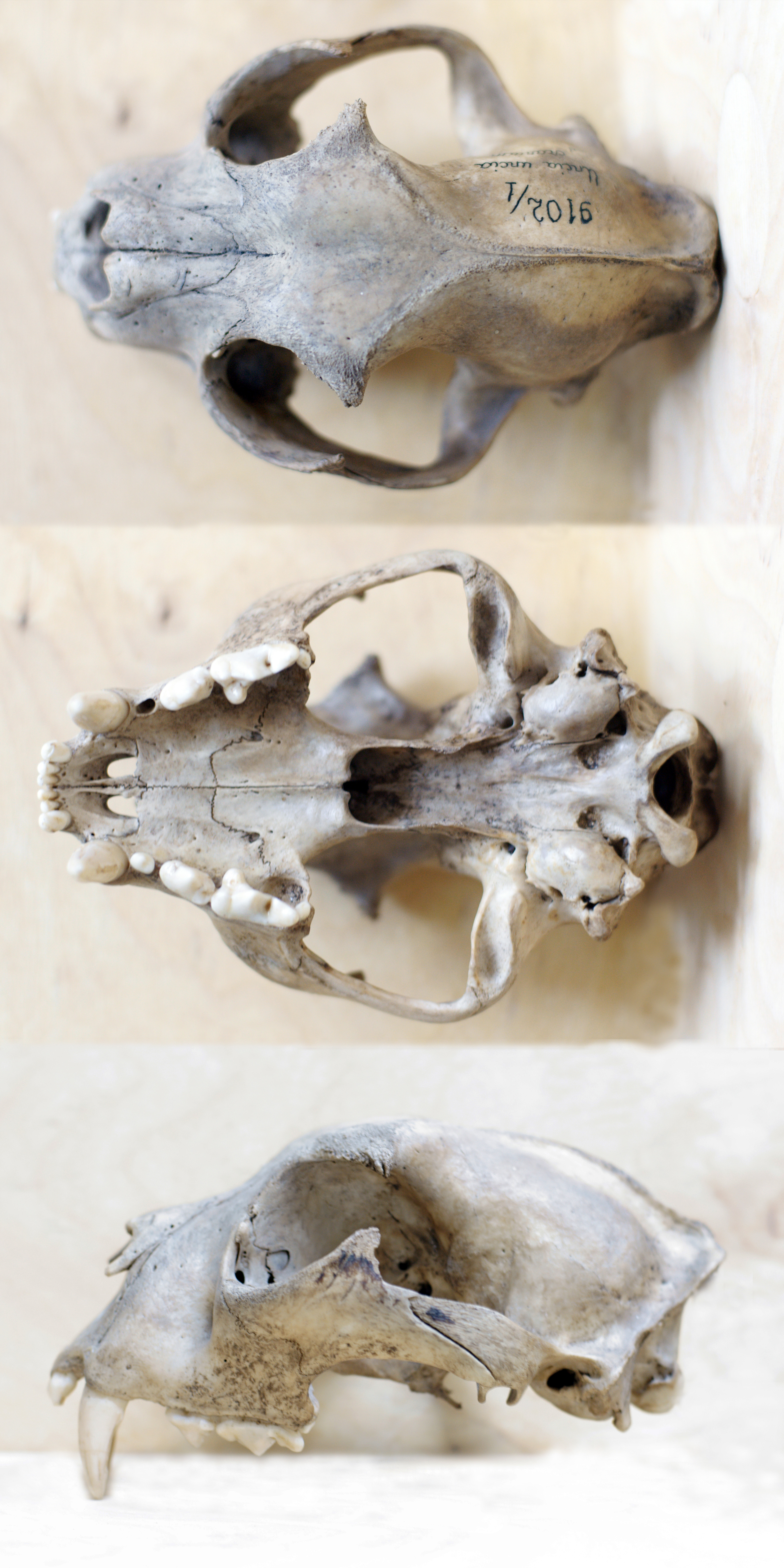
Lebka irbisa

Irbis je poměrně velká kočka vzhledem připomínající levharta, o něco menší, avšak robustnější, s velmi dlouhým ocasem. Srst je velmi dlouhá a hustá. Na základním zbarvení, které je světlé, plavé až bílé, jsou rozmístěny černé skvrny a rozety.
Délka těla s hlavou je 103–130 cm, délka ocasu 80–105 cm. Výška v plecích je kolem 60 cm. Samci jsou o něco větší než samice. Dospělý samec váží 45–55 kg, samice 22–40 kg. Výjimečně mohou být tyto hodnoty i vyšší. Rekordní hmotnosti dosáhl samec z Altaje, který vážil 68,5 kg.
Hlava je kulatá, vzhledem k velikosti těla poměrně malá. Lebka je relativně silná, avšak méně masivní než u ostatních druhů rodu Panthera. Je však z lebek všech druhů velkých koček relativně nejširší. Čelo je široké a vysoce klenuté. Rozsáhlá nosní dutina a široké nosní kosti jsou výsledkem adaptace irbisa na vysokohorské prostředí – vzduch se zde před vstupem do plic předehřívá. Parametry lebky (u samců): největší délka 180–190 mm, největší šířka 122–134 mm, kondylobazální délka 165–173 mm; mezioční šířka 43–47 mm; největší výška lebky 71–76 mm; délka horního patra 58–63 mm.
Uši jsou krátké, posazené široko od sebe, tupě zaoblené, bez chvostků, v zimě téměř skryté v dlouhé srstí. Oči jsou velké, kulaté a bledé, působí dojmem, že irbis neustále hledí do dáli. Duhovka je světle zelená nebo šedá. Vousy jsou bílé a černé, o délce až 10,5 cm.
Dospělý irbis má podobně jako většina ostatních kočkovitých šelem 30 zubů. V horní čelisti na každé straně 3 řezáky, špičák, 3 třenové zuby a jednu stoličku, v dolní čelisti na každé straně 3 řezáky, špičák, 2 třenové zuby a jednu stoličku. Zubní vzorec je tedy {\displaystyle {3 \over 3}{1 \over 1}{3 \over 2}{1 \over 1}}. Mohutné špičáky slouží k zabíjení kořisti. Poslední horní třenový zub a dolní stolička jsou přeměněné v mohutné trháky, pomocí kterých si irbis odtrhává kusy potravy.
Tělo je silné a svalnaté. Zadní nohy jsou ve srovnání s jinými velkými kočkami poměrně dlouhé, uzpůsobené skokům na značnou vzdálenost (ruský zoolog S. I. Ogněv uvedl, že jím pozorovaný irbis překonal jedním skokem vzdálenost 15 m, údaj je však považován za nadsazený; běžně jsou nicméně pozorovány skoky s délkou kolem 6 m). Tlapy, především přední, jsou široké a masivní, se zatahovatelnými drápy. Stopy jsou velké a kulaté, bez otisku drápů. Stopa měří na délku 9–10 cm.
Ocas je velmi dlouhý, délkou přesahuje tři čtvrtiny těla, díky dlouhým a hustým chlupům se jeví velmi mohutný. Irbisovi pomáhá udržovat rovnováhu při skocích, šplhu a balancování na úzkých skalních římsách. Když irbis leží nebo sedí, ocas mívá obtočený kolem těla, aby se lépe zahřál.

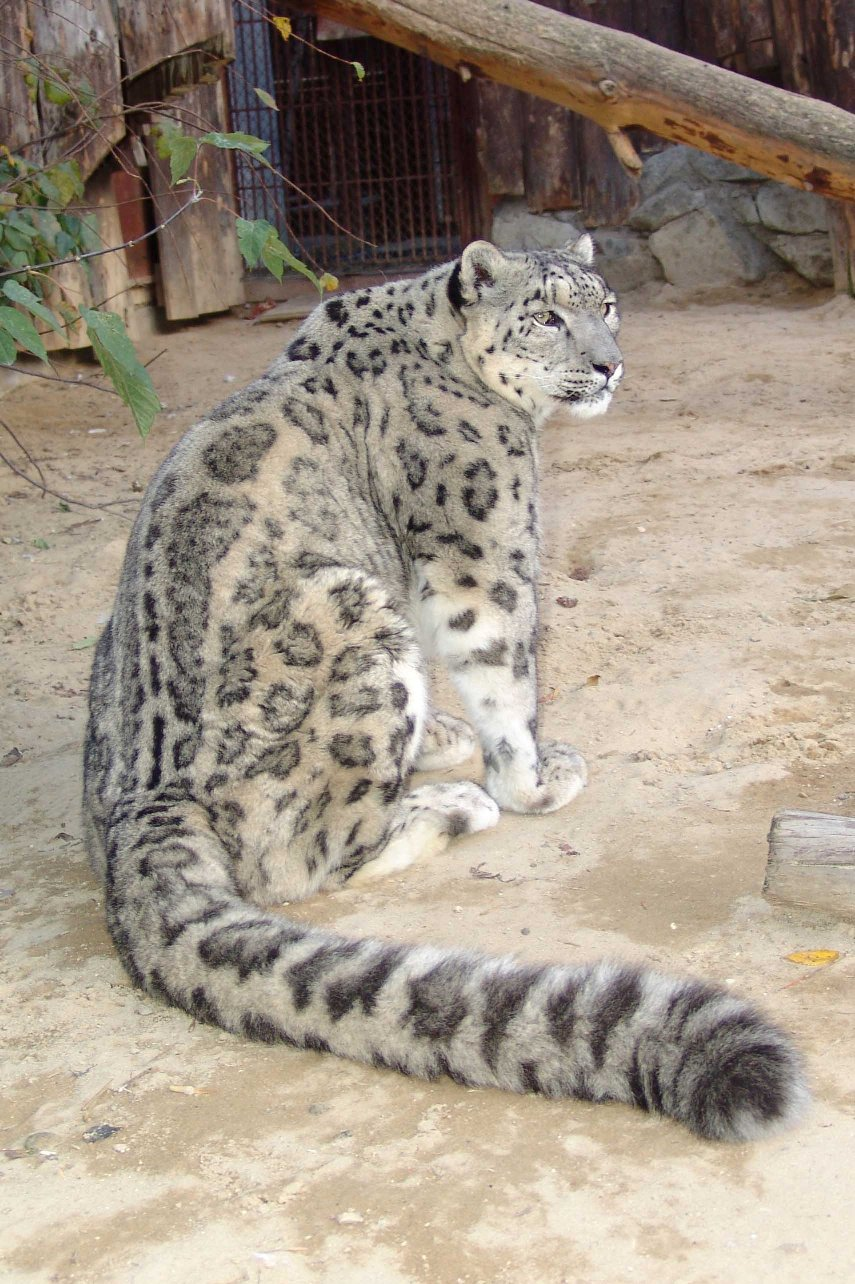
Irbis se vyznačuje mohutným ocasem. Základní zbarvení srsti je světlé, s tmavými prstencovými skvrnami ve formě rozet

Srst je dlouhá, měkká a velmi hustá, irbisovi poskytuje nezbytnou ochranu proti chladu, který v jeho přirozeném vysokohorském prostředí panuje. Letní srst má na hřbetě a bocích délku kolem 25 mm, na břiše a ocase až 50 mm. Zimní srst je delší, na hřbetě a bocích mezi 30–55 mm, na ocase až 60 mm, na břiše až 120 mm. Hustota srsti je vyšší než u všech ostatních velkých koček (kolem 4000 chlupů na cm²) a blíží se spíše hodnotám známým od malých koček rodu Felis. Na jeden krycí chlup (pesík) připadá 8 chlupů podsady.
Zimní srst je velmi světlá, až téměř bílá, s kouřovým nádechem. Irbis je tak dobře maskován ve svém přirozeném prostředí – skály, kameny, sníh a led. Letní srst je světlá, ohraničení skvrn je patrnější, ale kouřový nádech zimní srsti se vytrácí.
Základní barva srsti je světle šedá či světle hnědá s kouřovým nádechem. Přítomny mohou být i světle žluté tóny, nikoli však tóny jasně žluté či dokonce červené (které nalezneme třeba u levharta či tygra). Srst na hřbetě a hlavě je nejtmavší, směrem k břichu světlá. Srst na hrudi, břiše a vnitřních stranách končetin je pak plavá až téměř bílá. Boky zdobí černé či tmavě šedé skvrny ve formě rozet, uvnitř kterých se může nalézat ještě malá černá skvrna. Průměr největších rozet se pohybuje od 5 do 7–8 cm. Pouze plné skvrny se nacházejí na hlavě (zde jsou nejmenší), na krku a končetinách. Na konci hřbetu skvrny začínají splývat a mohou vytvářet podélné pruhy. Na ocase mívají skvrny formu příčných pruhů. Samotná špička ocasu je obvykle tmavá. Mláďata irbisa se vyznačují výrazně temnou pigmentací skvrn, většinou drobnějších a plných, rozet bývá jen velmi málo. Velké hnědé či černé skvrny na hřbetě směrem k ocasu splývají v podélné černé pruhy rovnoběžné s páteří.
Podobně jako u tygrů či levhartů, zbarvení každého jedince je unikátní. Konkrétní zvíře lze jednoznačně identifikovat podle zbarvení.
Samice se zbarvením neliší od samců. Mezi irbisy z různých geografických oblastí nejsou žádné výrazné rozdíly ve zbarvení, případně jen minimální. Je to dáno i poměrně malým (ve srovnání s ostatními velkými kočkami) areálem výskytu, vyznačujícím se ve všech svých částech přibližně stejnými životními podmínkami.

## Výskyt
Domovem irbisa je střední Asie. Areál výskytu zahrnuje horské oblasti a náhorní plošiny o celkové rozloze zhruba 1 200 000–1 800 000 km² nacházející se na území států Afghánistán, Pákistán, Indie, Nepál, Bhútán, Čína, Mongolsko, Rusko, Kazachstán, Kyrgyzstán, Tádžikistán a Uzbekistán. Areál má tvar podkovy, jejímž pomyslným středem je pohoří Pamír. Jižní rameno podkovy se táhne od Pamíru a Hindúkuše přes Karákóram, Kašmír a Himálaj (na severu pak Kchun-lun-šan) až k severním hranicím Barmy. Severní rameno směřuje přes Ťan-šan, Altaj a Sajany do západního Mongolska a jižní Sibiře. Na severu zasahuje areál až k nejjižnějšímu cípu jezera Bajkal. V Mongolsku se irbis vyskytuje kromě Mongolského a Gobijského Altaje i v pohoří Changaj.

## Biotop

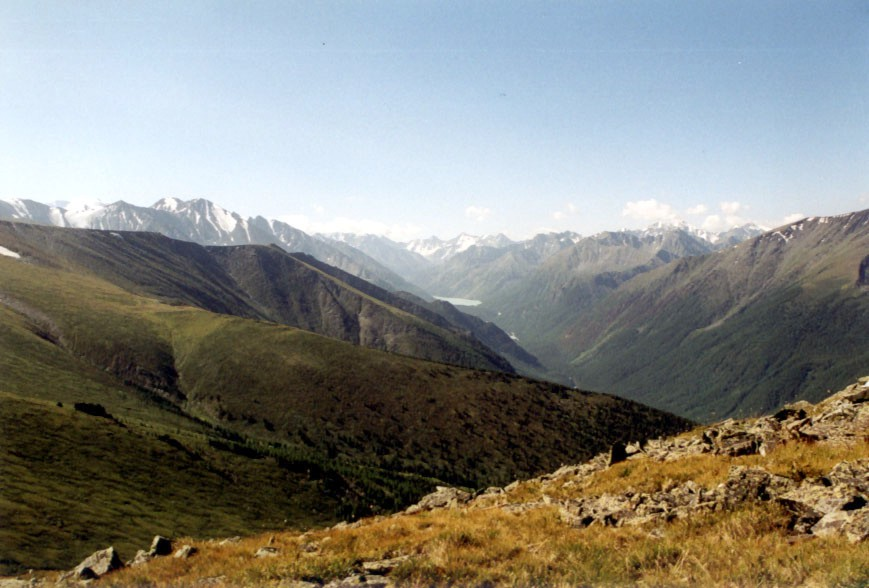
Svahy Altaje – typický biotop irbisa

Irbis je typickým představitelem fauny horských oblastí Střední Asie. Mezi velkými kočkami je jediným druhem, který trvale obývá horské biotopy. Jeho lovišti jsou horské louky, bezlesé kamenné plošiny a morény, skalní útesy, často jej lze potkat i v zasněžených oblastech. V některých částech svého areálu výskytu však irbis sestupuje i do níže položených oblastí, do pásem kleče a horského lesa.
Irbis dává přednost členité horské krajině s útesy, svahy čí úzkými údolími, s porostem alpínské vegetace, a s trhlinami, hromadami kamení či sutě, které mu skýtají vhodný úkryt jak při lovu, tak při odpočinku. V nižších polohách jako úkryt poslouží i kleč či jiná vegetace. Otevřené krajině se irbis spíše vyhýbá. Obvykle se drží nad horní hranicí lesa, ovšem lze jej potkat i zde, především v zimě.
Nadmořská výška biotopů obývaných irbisem se obvykle pohybuje v rozmezí 1500–4000 m n. m. Irbis je jedním z mála zvířat, která vystupují až nad hranici věčného sněhu. Na Pamíru byl několikrát pozorován v nadmořských výškách 4500–5000 m n. m. V Himálaji pak dokonce v nadmořských výškách 5400–6000 m n. m, přičemž sestupuje až do 2000 až 2500 m n. m. V létě se zde irbis nejčastěji vyskytuje v nadmořských výškách 4000–4500 m n. m.
Na svazích Turkestánského hřbetu lze irbisa v létě potkat nejčastěji v nadmořských výškách kolem 2600 m n. m. Zdržuje se zde především ve skalnatých oblastech.
Na Talaském Alatau se vyskytuje obvykle v nadmořských výškách mezi 1200–1800 a 3500 m n. m. Na hřebeni Kungej Alatau se irbis nejčastěji zdržuje na alpínských loukách v nadmořských výškách do 3300 m n. m, méně často pak v jehličnatých lesích (2100–2600 m n. m). Na Zailijském Alatau a v centrálním Ťan-šanu se irbis v létě pohybuje v nadmořských výškách kolem 4000 m n. m, v zimě pak sestupuje až do 1200 m n. m.
Ne vždy ovšem irbis obývá vysokohorské biotopy. Na některých místech žije po celý rok v nižších pohořích a na náhorních stepích v nadmořských výškách 600–1500 m n. m. I zde se drží skalnatých míst, soutěsek a úžlabin s výskytem horských ovcí (argali) a koz. V těchto nadmořských výškách byl irbis pozorován např. na Džungarském Alatau.
Irbis následuje svou kořist, za kterou v létě vystupuje do alpínského a subalpínského pásma hor. V zimě, když je horská krajina pokrytá vysokou vrstvou sněhu, sestupuje do nižších poloh, často až do pásma jehličnatého lesa. Sezónní migrace mívá pravidelný charakter a odpovídá sezónní migraci hlavní kořisti irbisa – horských kopytníků.

## Biologie a ekologie

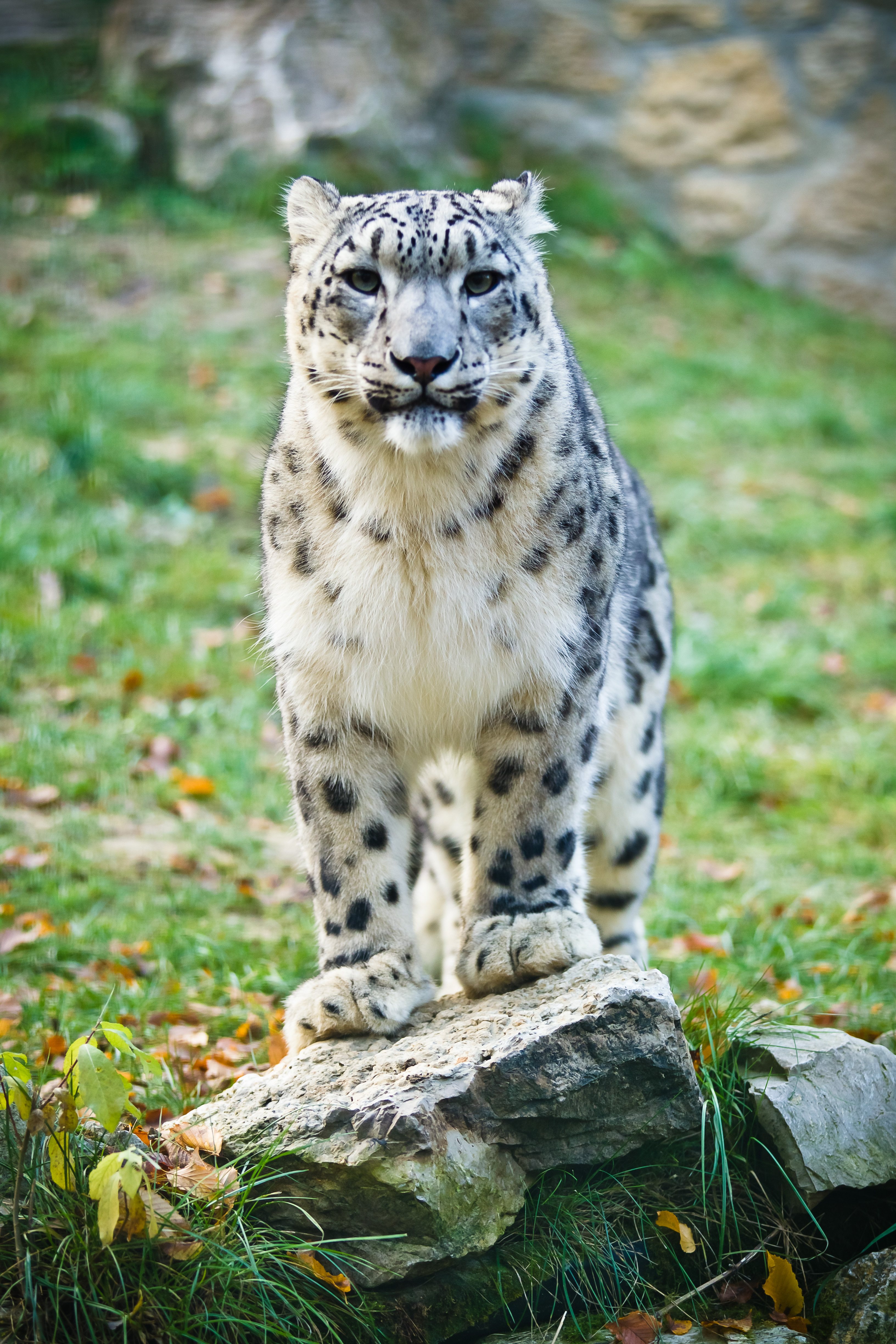
Irbisovi tváří v tvář

Irbis je aktivní především za soumraku a úsvitu, někdy však i během dne. Přes den obvykle odpočívá, spí či leží na skále.
Doupě si vytváří v jeskyních či skalních rozsedlinách, v úkrytech mezi skalami, pod převisy či na jiných podobných místech. Stejné doupě využívá často i několik let. Z Kyrgyzského hřbetu jsou známy případy, kdy irbisové přes den využívali k odpočinku velká hnízda po supech hnědých, umístěná na nízkých, ale silných kmenech jalovce.

### Teritoriální a sociální chování
Dospělí irbisové povětšinou vedou samotářský způsob života. Mláďata však tráví poměrně dlouhou dobu s matkou. Každý dospělý irbis má své vlastní vymezené teritorium. Sledování pomocí radiotelemetrie ukázalo, že u irbisů existuje silná teritorialita mezi příslušníky téhož pohlaví, teritoria samců se však mohou překrývat s teritorii samic. I v takovém případě si však s výjimkou období páření dospělí jedinci udržují od sebe odstup. Svoje území si irbisové značí různými způsoby – většinou močí, ale i pomocí drásání země či kůry drápy.
Rozloha individuálních teritorií se může velmi lišit. V Nepálu, kde je k dispozici velké množství potenciální kořisti, bývá teritorium poměrně malé, od 12 do 39 km², kdežto v Mongolsku, kde je otevřený terén a řídký výskyt kopytníků, může přesáhnout 500 km².
Irbis pravidelně obchází svoje území, navštěvuje shromaždiště a zimní pastviště divoké zvěře. Většinou se drží pokaždé té samé cesty, když chodí po stezkách vyšlapaných zvěří, vedoucích obvykle po hřebeni či podél říčky či potoka. Délka obchůzky bývá velmi dlouhá, na stejném místě se irbis obvykle objeví vždy jen jednou za několik dní.

### Potrava a způsob lovu

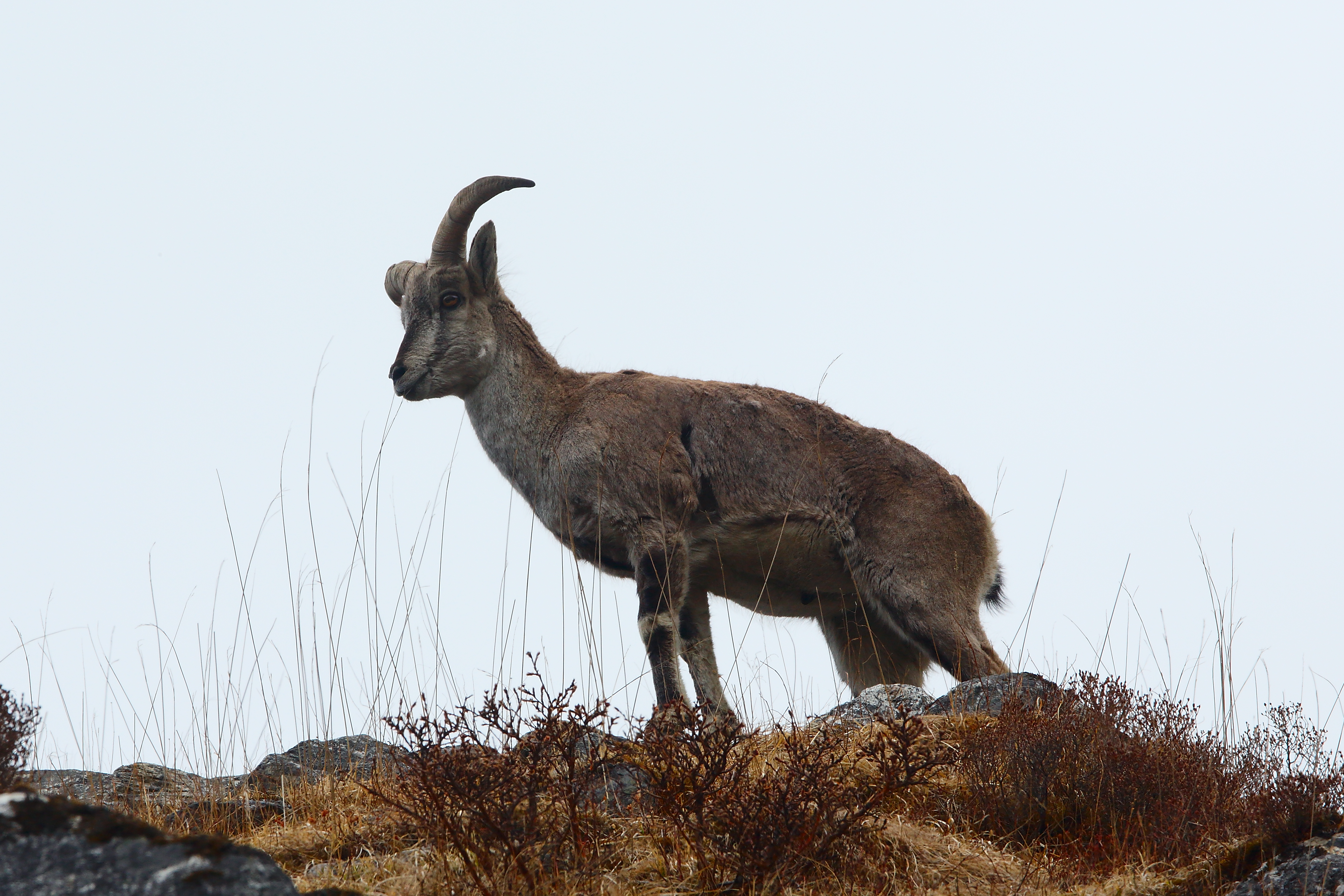
Nahur modrý je oblíbenou kořistí irbisa

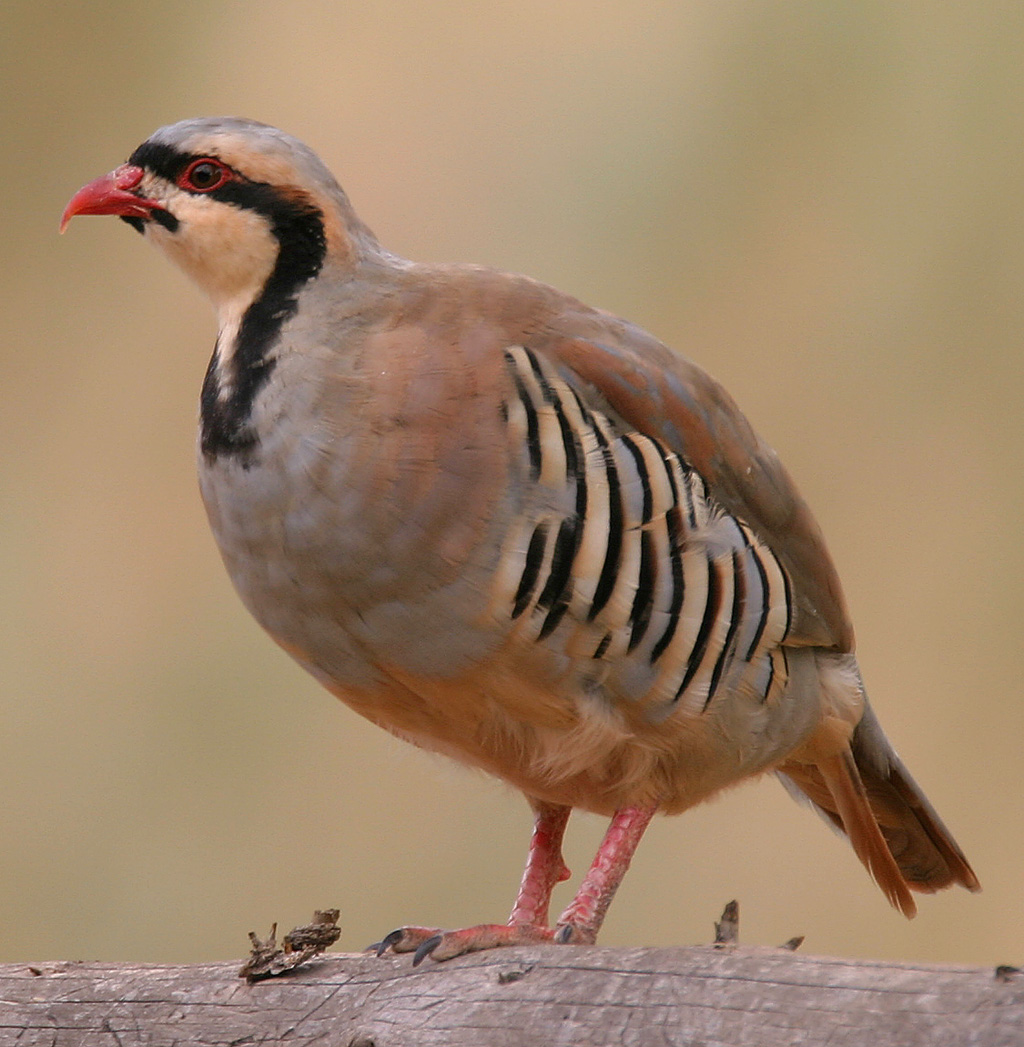
Irbis nepohrdne ani menší kořistí jako hrabaví ptáci, například orebice

Irbis je predátor lovící obvykle zvěř své velikosti či větší. Je schopen skolit kořist třikrát větší, než je sám, což jako potenciální kořist vylučuje pouze dospělé velbloudy, kiangy a jaky. Základní složkou potravy jsou v celém areálu výskytu a ve všech ročních obdobích kopytníci.
Kořistí irbisa bývají nejrůznější druhy kopytníků: horské kozy a kozorožci – nahur modrý (Pseudois nayaur), kozorožec sibiřský (Capra sibirica), koza šrouborohá (Capra falconeri), tahr himálajský (Hemitragus jemlahicus); horské ovce – argali (Ovis ammon), urial (Ovis orientalis vignei); takin (Budorcas taxicolor), serau himálajský (Capricornis thar), goral tmavý (Naemorhedus goral), kabar pižmový (Moschus moschiferus), srnci (Capreolus sp.), jeleni (Cervus sp.) a divoká prasata (Sus scrofa). Drobnější kořist tvoří svišti (Marmota sp.), zajíci (Lepus sp.), pišťuchy (Ochotona sp.) či hrabaví ptáci – velekuři (Tetraogallus sp.), bažanti či orebice (Alectoris sp.). Byl zaznamenán i úspěšný útok dvojice irbisů na dvouletého medvěda plavého (Ursus arctos isabellinus).
V Pamíru irbis loví především horské kozy a kozorožce, řidčeji argali. V Himálaji rovněž horské kozy, horské ovce, orongy (Pantholops hodgsonii), gazely tibetské (Procapra picticaudata), jaky (Bos grunninus), sviště, zajíce. V Rusku kromě horských koz loví i jeleny, srnce, argali a také soby (Rangifer tarandus).
Je-li nedostatek kořisti, irbis si odejde hledat nové teritorium, případně začne napadat domácí zvěř. V některých oblastech dokonce tvoří domestikovaná zvířata jako kozy, ovce, koně či dobytek významnou součást stravy.
Rozbor trusu ukázal také překvapivě vysoký podíl rostlinné stravy, především trávy a větviček. Některé nalezené exkrementy sestávaly dokonce výhradně z rostlinných zbytků. Je známo, že kočky používají rostlinný materiál k podpoře trávení nebo jako laxativum, ovšem množství konzumované irbisem je mezi kočkami zcela výjimečné. Důvody nejsou zcela jasné, může jít o likvidaci střevních parazitů nebo i prostě jen o doplněk stravy.
Irbisové loví většinou samostatně, plíží se ke kořisti. Když se dostatečně přiblíží, vyřítí se z úkrytu, dlouhými skoky (6–7 metrů) kořist dostihnou a skolí. Dalším častým způsobem lovu je číhání v úkrytu a skok na zvěř z vyvýšené pozice. Pokud se nepodaří vyhlédnutou kořist skolit hned napoprvé, irbis o ni může ztratit zájem, ale je schopen pronásledování až na vzdálenost 300 metrů. U velkých kopytníků po skolení útočí na hrdlo nebo šíji a snaží se kořist zardousit nebo jí zlomit vaz. Mrtvou kořist odtáhne do úkrytu, pod skálu či jinam, kde ji začne konzumovat. Dospělý irbis obvykle při jednom krmení spořádá 2–3 kg masa. Není-li vyrušován, vydrží u kořisti až týden. Způsob trhání potravy je stejný jako u velkých koček, postavení při konzumaci potravy je podobné jako u malých koček.
Sledování pomocí GPS obojků ukázalo, že velkou kořist irbis skolí zhruba každých 10–15 dní. Koncem léta, na podzim a začátkem zimy lze pozorovat při lovu i rodinné skupinky, sestávající obvykle ze samice a jejích mláďat.
V celém areálu výskytu je irbis vrcholovým predátorem, který nemá vážnou konkurenci ze strany jiných šelem. V nižších polohách může docházet ke kompetici s vlkem (Canis lupus), na jižních hranicích areálu výskytu pak existuje možnost střetu s levhartem (Panthera pardus). Někdy přijde do kontaktu s dhouly (Cuon alpinus), nad nimž má zřejmě převahu. Byl zaznamenán případ, kdy čtyřčlenné skupině těchto psů ukradl zabitou kozu a úlovek si odnesl pryč. Dhoulové se při tom nezmohli na odpor, jen irbisa zpovzdálí sledovali a kňučeli.

### Hlasové projevy
Irbis na rozdíl od ostatních velkých koček nedokáže řvát, i když jeho jazylka není plně zkostnatělá. Původně se zoologové domnívali, že řvaní umožňuje velkým kočkám právě nezkostnatělá jazylka, nové výzkumy však ukázaly, že schopnost řvát je u velkých koček spojena i s dalšími morfologickými vlastnostmi hrtanu, konkrétně se stavbou hlasivek, která u irbisa odpovídá malým kočkám. Nejhlasitějším zvukem je tak hluboké a táhlé sténavé volání, kterým se irbisové vzájemně volají v době rozmnožování. Irbis jinak disponuje celou škálou zvuků a projevů běžných u ostatních koček. Vrní při nádechu i výdechu, podobně jako malé kočky. Při útoku, nebo je-li rozzuřený, vydává krátký, hlasitý kašlavý zvuk.

### Rozmnožování

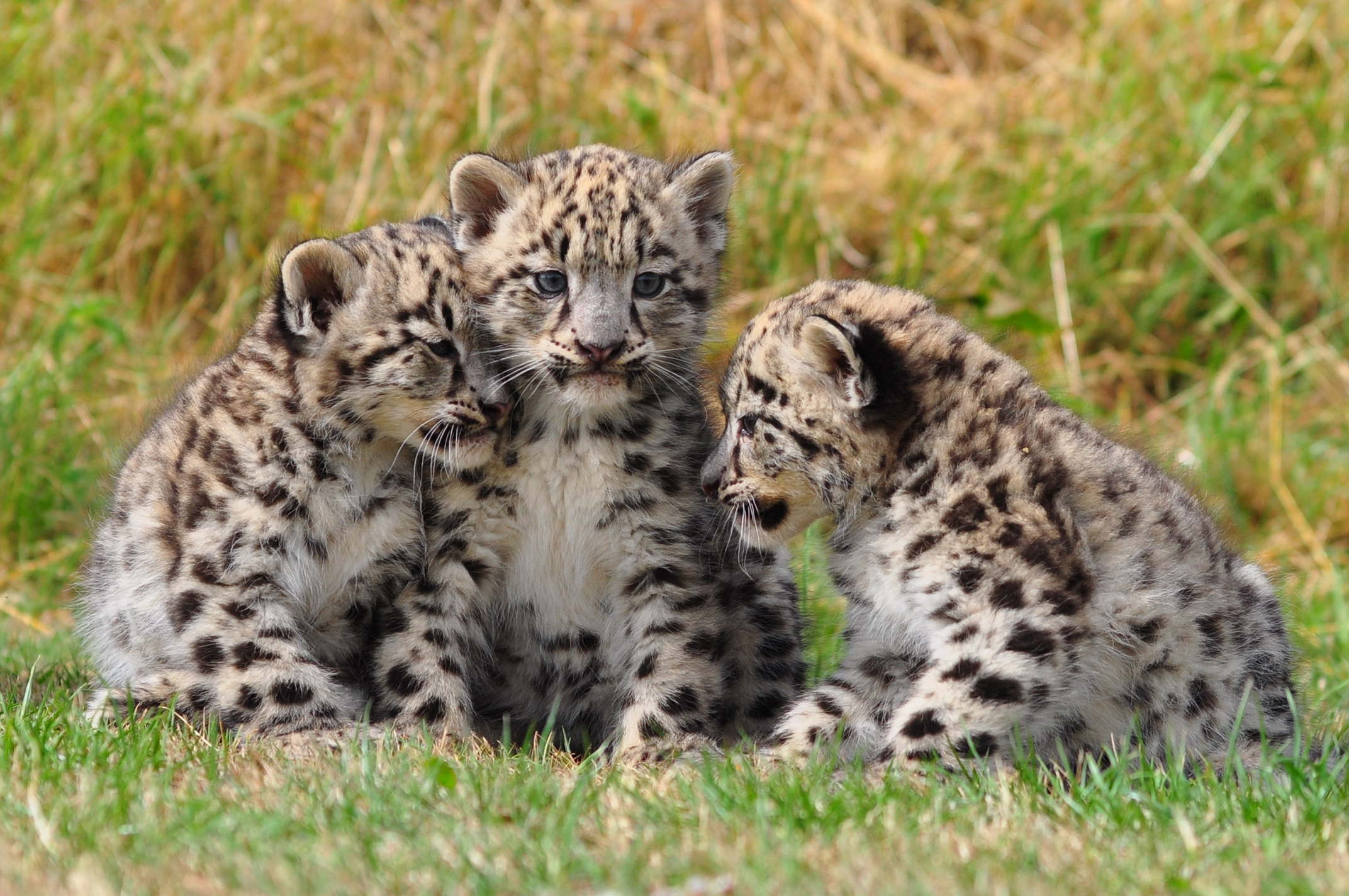
Koťata irbisa

Pohlavní dospělost nastává ve 2–3 letech u samic, ve 3–4 letech u samců. K páření dochází koncem zimy či začátkem jara. Říje u samice trvá 2 až 12 dní. V této době dochází k páření 12× až 36× za den, přičemž kopulace trvá 15 až 45 sekund.
Březost trvá 90–103 dní. Samice kvůli dlouhé péči o mláďata rodí obvykle jen jednou za dva roky, přičemž doupě mívá na nejnedostupnějším místě. Samec se péče o potomstvo neúčastní. Koťata přichází na svět v závislosti na geografické poloze místa vrhu buď v dubnu–květnu, nebo květnu–červnu. Samice rodí obvykle 2–3, vzácněji pak jen jedno nebo naopak 4–5 mláďat. Zaznamenané maximum je 7 koťat. Porodní váha mláděte je kolem 450 gramů (Sunquist & Sunquist (2002) udávají rozmezí 320–567 gramů), délka těla do 30 cm, délka ocasu 15–18 cm. Koťata se rodí slepá a bezmocná, vidět začínají zhruba po 7 dnech. První týdny jsou mláďata kojena mateřským mlékem a rychle přibývají na váze, 300–500 gramů za týden. Zhruba po pěti týdnech váží kolem 2,5–3 kg a začínají chodit. V této době také přecházejí na pevnou stravu. Uprostřed léta již doprovázejí matku na lovu, osamostatňují se však až druhou zimu. Sourozenci mohou po osamostatnění zůstat ještě krátkou dobu pospolu.
Údaje o délce života irbisů v divočině se kvůli obtížnosti získávání dat výrazně liší, zpráva ruské pobočky WWF z roku 2002 uvádí jako nejdelší doložený věk irbisa v divočině 13 let. V zajetí žijí irbisové výrazně déle, jsou doloženy případy irbisů starších 20 let. Zřejmě okolo 15. roku života ztrácejí irbisové schopnost reprodukce.

## Stav populace a ochrana

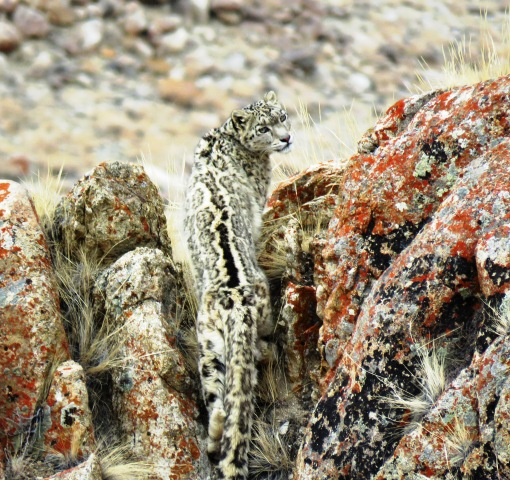
Divoký irbis v indickém Ladákhu.

Vzhledem k obtížné dostupnosti míst výskytu a skrytému způsobu života jsou veškeré dostupné statistiky počtu irbisů v divoké přírodě založeny pouze na odhadech expertů, a je proto nutno je brát pouze jako orientační. Stav divoké populace irbisů má však díky tlaku člověka prokazatelně sestupný charakter. Lov irbisa je sice zakázán, finančně velmi atraktivní pytláctví však stále významně snižuje stavy populace divokých irbisů. Na jedné straně redukce pastvin a počtu chovaného dobytka přinesly navýšení populace hlavní kořisti irbisa – horských kopytníků, na druhé straně však zvyšující se chudoba místních obyvatel vedla ke zvýšenému používání loveckých metod a pytláctví, včetně lovu irbisa do pytláckých smyček. Dalším důvodem nárůstu nelegálního lovu na počátku 21. století bylo zvýšení zájmu o irbisí kůže a s tím spojený růst jejich cen na černém trhu.
Na Tibetské náhorní plošině mělo výrazný dopad na irbisí populaci masové hubení pišťuch a svišťů pomocí pesticidů jakožto škůdců úrody. Irbisové tak přišli o šanci na ulovení snadno dostupné kořisti, kterou zmínění hlodavci a zajícovci představovali.
K množství faktorů majících negativní vliv na stav populace patří vedle pytláctví i defenzivní chování irbisa. Irbis ve svém přirozeném prostředí nemá nepřátele (kromě člověka). Proto při střetu s člověkem není ostražitý a neprchá do úkrytu. To v otevřených horských terénech a při rozšířenosti střelných zbraní mezi místními obyvateli často vede ke smrti zvířete. Jelikož irbisové občas nepohrdnou zbytky kořisti jiných predátorů, stávají se také obětí otrávených návnad, které jsou nezákonně používány pro boj s vlky.
Celkový počet divoce žijících irbisů činil podle expertního odhadu z roku 2003 mezi 4080 až 6590 jedinci. Toto rozmezí uvádí i zpráva IUCN z roku 2008. Jackson et al. v roce 2010 uvedl rozpětí 4500 až 7500 jedinců, poznamenal však, že dostupné informace jsou neúplné. Zpráva GSLEP z roku 2013 odhaduje počty na 3920 až 6390 jedinců.
Hustota populace se v různých částech areálu výskytu výrazně liší – od 0,1 do 10 jedinců na 100 km². V Rusku je to 0,7 jedince na 100 km², v Nepálu 5–7 jedinců na 100 km², v Mongolsku 3–4 jedinci na 100 km².
Následující tabulka vychází z údajů v dokumentu Snow Leopard Survival Strategy vydaného organizací Snow Leopard Network v roce 2014. Nebyl-li konkrétní údaj v dokumentu k dispozici, je použit starší údaj ze studie McCarthyho a kol. (2003), kterou v téměř nezměněné podobě cituje i IUCN – Jackson a kol. (2008).
| Stát        | Areál obývaný irbisy (km²) | Odhadovaný počet jedinců | Rok odhadu                   |
| ----------- | -------------------------- | ------------------------ | ---------------------------- |
| Afghánistán | 50 000                     | 100 – 200                | 2003                         |
| Bhútán      | 10 000                     | 100 – 200                | 2014                         |
| Čína        | 1 100 000                  | 2000 – 2500              | 2014                         |
| Indie       | 127 000                    | 400 – 700                | 2014                         |
| Kazachstán  | 50 000                     | 100 – 110                | 2003 (areál) 2014 (populace) |
| Kyrgyzstán  | 54 000                     | 300 – 350                | 2014                         |
| Mongolsko   | 103 000                    | 1000                     | 2014                         |
| Nepál       | 13 000                     | 195 – 416                | 2014                         |
| Pákistán    | 80 000                     | 200 – 300                | 2014                         |
| Rusko       | 20 000 – 30 000 (60 000)   | 70 – 90                  | 2014                         |
| Tádžikistán | 85 700                     | 180 – 220                | 2014 (areál) 2003 (populace) |
| Uzbekistán  | 10 000                     | 10 – 15 (20 – 30)        | 2014                         |
| Celkem      | 1 700 000 – 1 740 000      | 4655 – 6116              |                              |

### Ochrana
Stav divoké populace irbisů je nízký. Irbis je vzácné, málopočetné a ohrožené zvíře. Mezinárodní svaz ochrany přírody (IUCN) jej od roku 2017 eviduje jako zranitelný druh, dlouhá léta byl však evidován jako ohrožený. V Červené knize Mongolska (1997) je veden jako „velmi vzácný“, v Červené knize Ruské federace (2001) má status „ohrožený vyhubením“ (kategorie 1). Irbis je také uveden v CITES, příloze I (nejvíce ohrožené druhy, s nimiž je jakýkoliv mezinárodní obchod zakázán). Je třeba poznamenat, že výše uvedené dokumenty představují pouze legální rámec pro ochranu irbisa, naplňování ochrany v praxi je nedostatečné, jak ukazuje objem neustávajícího pytláctví a pašeráctví.
Organizované programy na záchranu irbisa v divočině začaly vznikat až v posledních desetiletích 20. století. V roce 1981 byl založen Snow Leopard Trust, první organizace zaměřená přímo na ochranu irbisa ve volné přírodě. Postupně vznikaly další organizace, například Snow Leopard Conservancy, zapojily se IUCN i WWF, ovšem vždy šlo spíše o projekty na regionální či národní úrovni. Významným mezníkem proto bylo setkání vysokých představitelů všech 12 zemí, na jejichž území areál irbisa zasahuje (viz výše uvedená tabulka), na konferenci v kyrgyzském Biškeku v říjnu 2013. Výsledkem byla společná deklarace, na jejímž základě vznikl projekt Global Snow Leopard & Ecosystem Protection Program, který by měl do roku 2020 vytipovat napříč areálem výskytu irbisa nejméně 20 zdravých populací a zajistit jejich ochranu.

### Chov vzajetí
V Evropě byl irbis znám již koncem 18. století, první živé zvíře však bylo v Evropě k vidění až roku 1851 v zoo v Antverpách. Irbis je velmi klidné zvíře, pravděpodobně nejméně agresivní ze všech velkých koček. V zajetí se s ním proto velmi dobře pracuje, dá se snadno ochočit.
Počet irbisů chovaných v zajetí byl v roce 2002 odhadován zhruba na 2000, přičemž velká část z tohoto počtu připadala na Čínu. Mimo Čínu se v chovech nacházelo kolem 600 irbisů. Přibližně 16 % v zajetí chovaných jedinců pocházelo z volné přírody, ostatní se již narodili v zajetí. Irbisové se v zajetí úspěšně rozmnožují, například roku 2000 se narodilo v registrovaných chovech v zoologických zahradách v 87 vrzích celkem 179 koťat. Populace v zoologických zahradách je považována za životaschopnou a stabilní, irbis bývá uváděn jako učebnicový příklad dobrého managementu chovu vzácného živočišného druhu. Plemennou knihu vede od roku 1976 zoo ve finských Helsinkách.
V Česku chovají irbisa následující zoologické zahrady: Zoo Liberec, Zoo Ústí nad Labem, Zoo Plzeň, Zoo Jihlava. Ve všech čtyřech uvedených zoo se podařilo úspěšně odchovat mláďata.

## Irbis a člověk

### Lov na irbisa
Irbis nikdy nebyl loven v extrémních množstvích. Před zákazem lovu celosvětový roční počet ulovených zvířat nikdy výrazně nepřesáhl jeden tisíc. V letech 1907–1910 činil celosvětový roční úlovek 750–800 kusů. V 50. a 60. letech 20. století se počet ročně ulovených kusů na území tehdejšího SSSR pohyboval pouze v desítkách. Přitom výkupní cena kožešin byla extrémně nízká, v průměru 3 rubly za kus. Hlavními oblastmi lovu byly Tádžikistán a Kyrgyzstán. Kožešiny se používaly hlavně jako koberce, na výrobu kožichů a kožešinových límců.
Na světovém trhu byla po kožešinách irbisů vždy velká poptávka a byly vysoce ceněny. Dlouhou dobu byl irbis považován za nebezpečné zvíře a škodnou, proto lov ani lovecké metody nebyly nijak omezovány. Za zabití irbisa se dokonce vyplácela odměna. Velká poptávka byla i po živých irbisech.

### Irbis a domácí zvířata
Na mnoha místech svého areálu se irbis dostává do konfliktu s člověkem kvůli predaci domácích zvířat. Počet útoků výrazně vzrůstá v zimě, kdy se snižuje množství přirozené kořisti v důsledku zimního spánku některých živočichů, především svišťů. Roční ztráty dobytka se různí od místa k místu a pohybují se od 1 % po více než 12 %. Na Tibetské náhorní plošině byly začátkem 90. let 20. století průměrné ztráty vyčísleny na 2 % na jednu vesnici a na některých místech mohly vzrůst až k 9,5 %. V Nepálu v Chráněné oblasti Annapurna ukázala analýza trusu irbisů přítomnost zbytků domácích zvířat v 17,8 % případů a toto množství mohlo v zimě dosáhnout až 39 %. V Ladaku napadli v zimě 1983/1984 irbisové 15 vesnic a usmrtili při tom 95 ovcí a koz a jednoho jaka. V Mongolsku byl v roce 1990 podniknut výzkum na území o rozloze 200 km², přičemž se zjistilo, že irbisové zabili osmi místním rodinám 13 koz a ovcí, 16 koní (17 %) a 7 jaků (11,9 %). V Mongolsku se irbisové zaměřují na koně (vesměs hříbata) a jaky, neboť tito jsou mnohdy ponecháváni na pastvě nehlídáni.

### Napadení člověka irbisem
Ve vztahu k člověku je irbis velmi plachý, a i pokud je zraněný, člověka napadne zcela výjimečně. Byly zaznamenány případy, kdy neozbrojení vesničané utloukli či ukamenovali irbisy chycené při útoku na domácí zvířata. Jednou se irbis nechal dokonce odtáhnout za ocas od zraněné ovce a pak byl zabit, aniž by se snažil bránit. V oblasti bývalého Sovětského svazu jsou doloženy pouze dva případy napadení člověka irbisem. První případ se odehrál 12. května 1940 v blízkosti Almaty, když za bílého dne irbis napadl a vážně zranil dvě osoby. Zvíře bylo vystopováno a zabito, pitva ukázala, že irbis byl nakažený vzteklinou. Ve druhém případě, v zimě, také v blízkosti Almaty, starý a vyčerpaný, téměř bezzubý irbis skočil ze skály na člověka procházejícího pod ní. Ten šelmu zneškodnil klackem, svázal a dopravil do vesnice.

## Irbis v kultuře

### Ve filmu

#### Dokumentární filmy
Nafilmovat irbisa ve volné přírodě je velmi obtížné. Důvodem je vzácnost zvířete a nedostupnost jeho biotopu. Mimo jiné i o irbisech pojednával druhý díl dokumentárního seriálu britské televizní stanice BBC Planeta Země (2006). V rámci jiného dokumentárního seriálu BBC Natural World byla v roce 2008 odvysílána epizoda „Snow Leopard – Beyond the Myth“ věnovaná irbisům.

#### Fikce

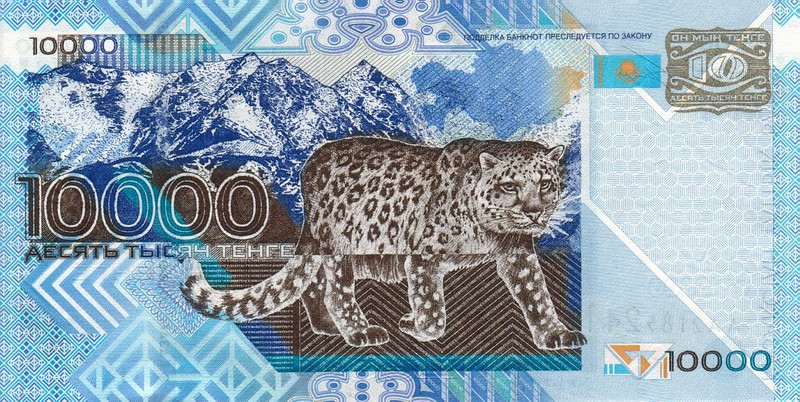
Irbis na kazašské bankovce s nominální hodnotou 10 000 tenge (viz text)

Podobu sněžného levharta (irbisa) má Tai Lung, hlavní padouch v americkém animovaném filmu pro děti Kung Fu Panda (2008).

### Numizmatika a poštovní známky
V roce 2000 byla jako součást série Қазақстанның қызыл кітабы (Červená kniha Kazachstánu) vyražena série mincí v nominální hodnotě 500 tenge. Na její zadní straně je irbis jdoucí po skále, se stylizovanou horou v pozadí. V roce 2008 pak byla vyražena zlatá mince rovněž v hodnotě 500 tenge, na jejíž rubové straně je hlava irbisa. Irbis je rovněž vyobrazen na kazašské bankovce s nominální hodnotou 10 000 tenge: v oběhu od roku 2003, rozhodnutím z roku 2006 stažena s oběhu, bankami přijímána k výměně až do roku 2018.
Památeční mince s vyobrazením irbisa byly vydány v roce 2000 také v Rusku v rámci souboru Сохраним наш мир (Zachraňme náš svět). Vyraženo bylo celkem sedm sérií památečních mincí. Šlo o stříbrné mince v nominální hodnotě 3, 25 a 100 rublů (viz galerie) a zlaté mince s nominální hodnotou 50, 100, 200 a 10 000 rublů. Na zadní straně 50rublové mince byla vyobrazena hlava irbisa, na minci s hodnotou 100 rublů irbis na kmeni stromu připravený ke skoku, na minci s hodnotou 200 rublů stojící irbis na pozadí hor, letící orel a slunce, na minci s hodnotou 10 000 rublů pak irbis s dvěma mláďaty na pozadí hor, vesnice, letící orel a dva jezdci.
Národní banka Kyrgyzstánu vydala v letech 2012 a 2015 v rámci série Кыргызстандын Кызыл китеби (Červená kniha Kyrgyzstánu) dvě mince s vyobrazením irbisa (viz galerie).

Irbis na poštovních známkách
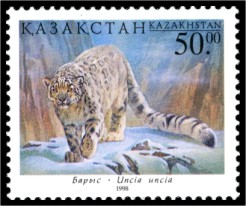
Kazachstán
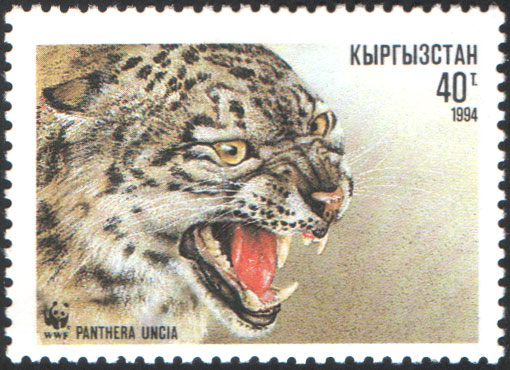
Kyrgyzstán
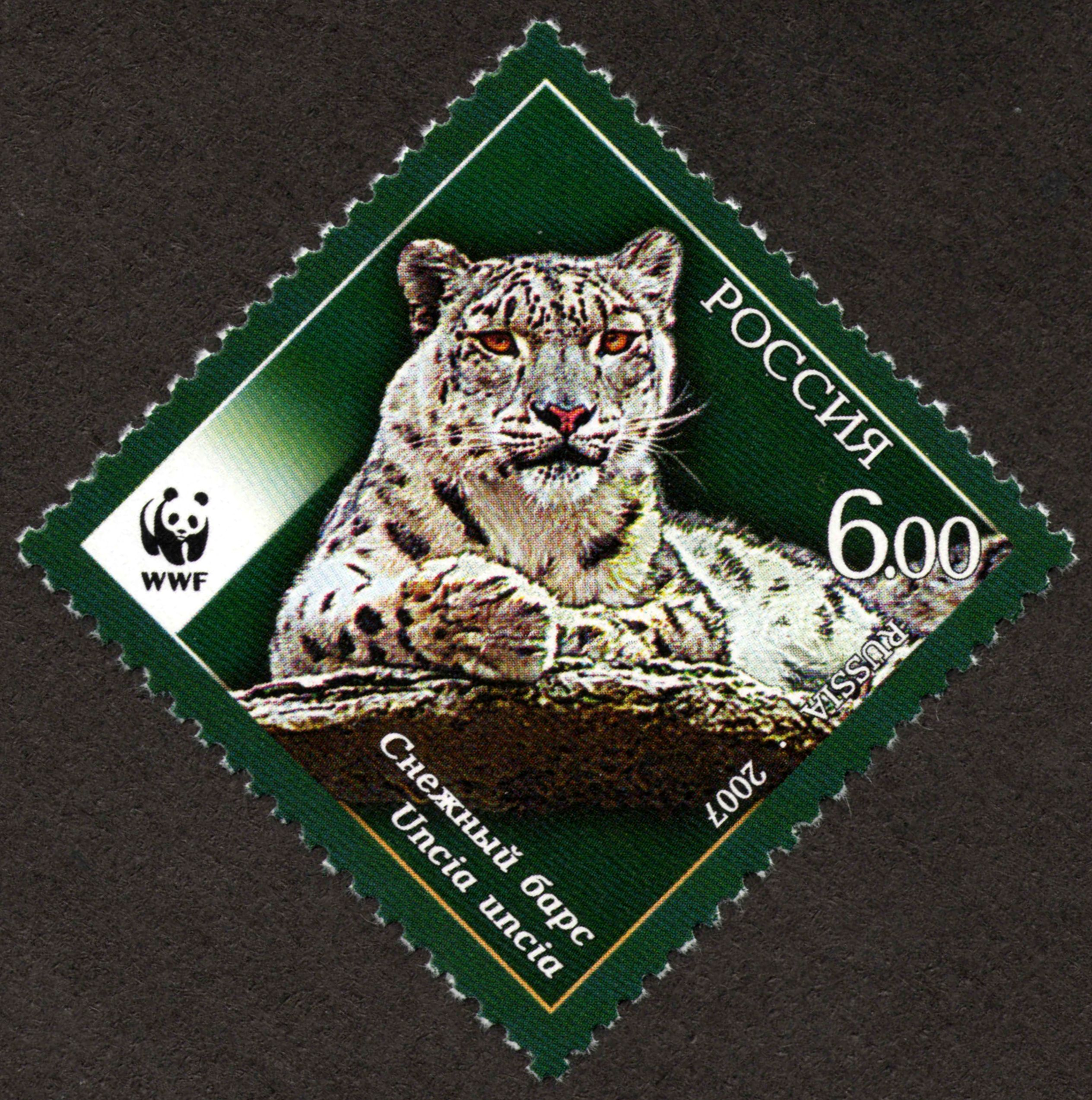
Rusko
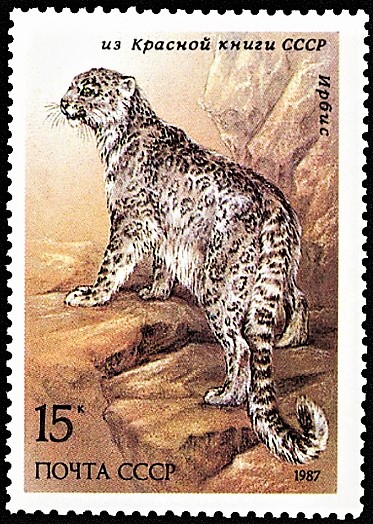
SSSR

Irbis na mincích
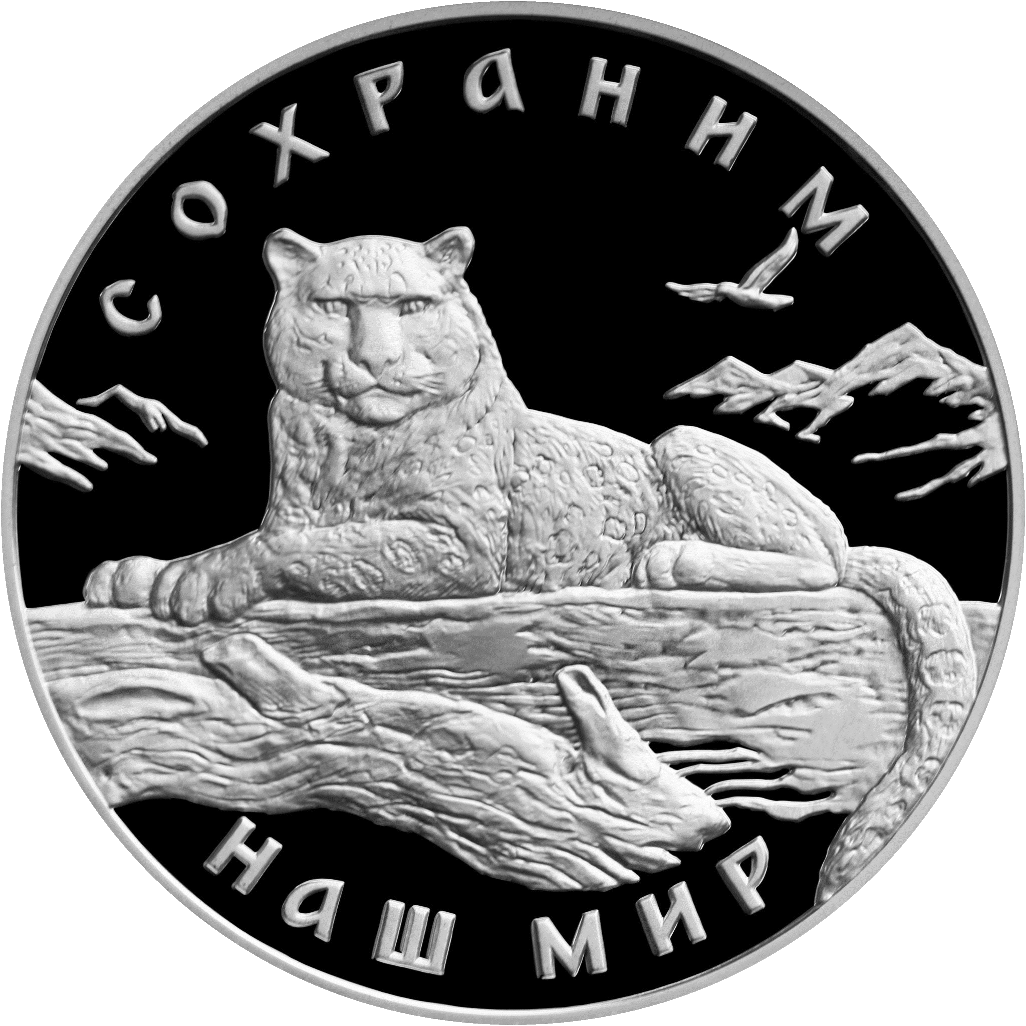
Revers stříbrné pamětní mince o hodnotě 3 rubly (Rusko, 2000)
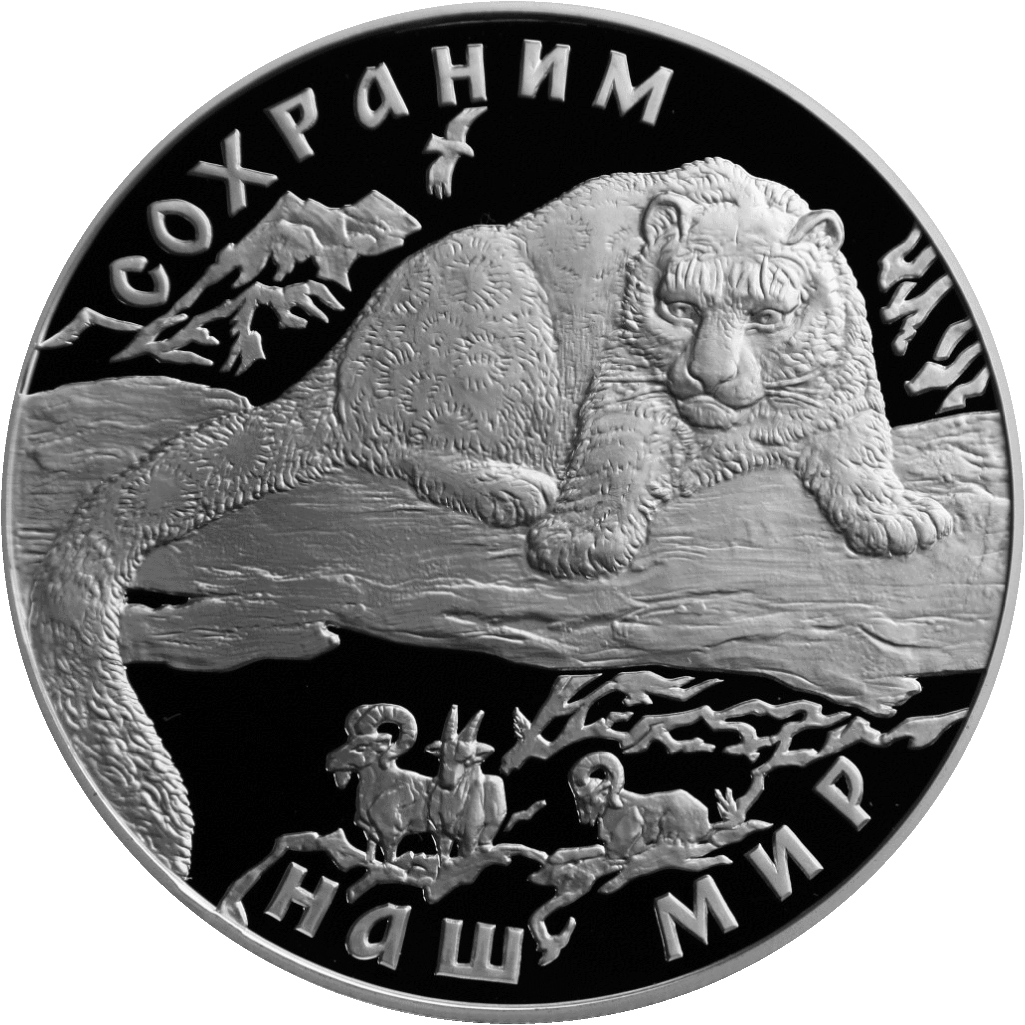
… 25 rublů
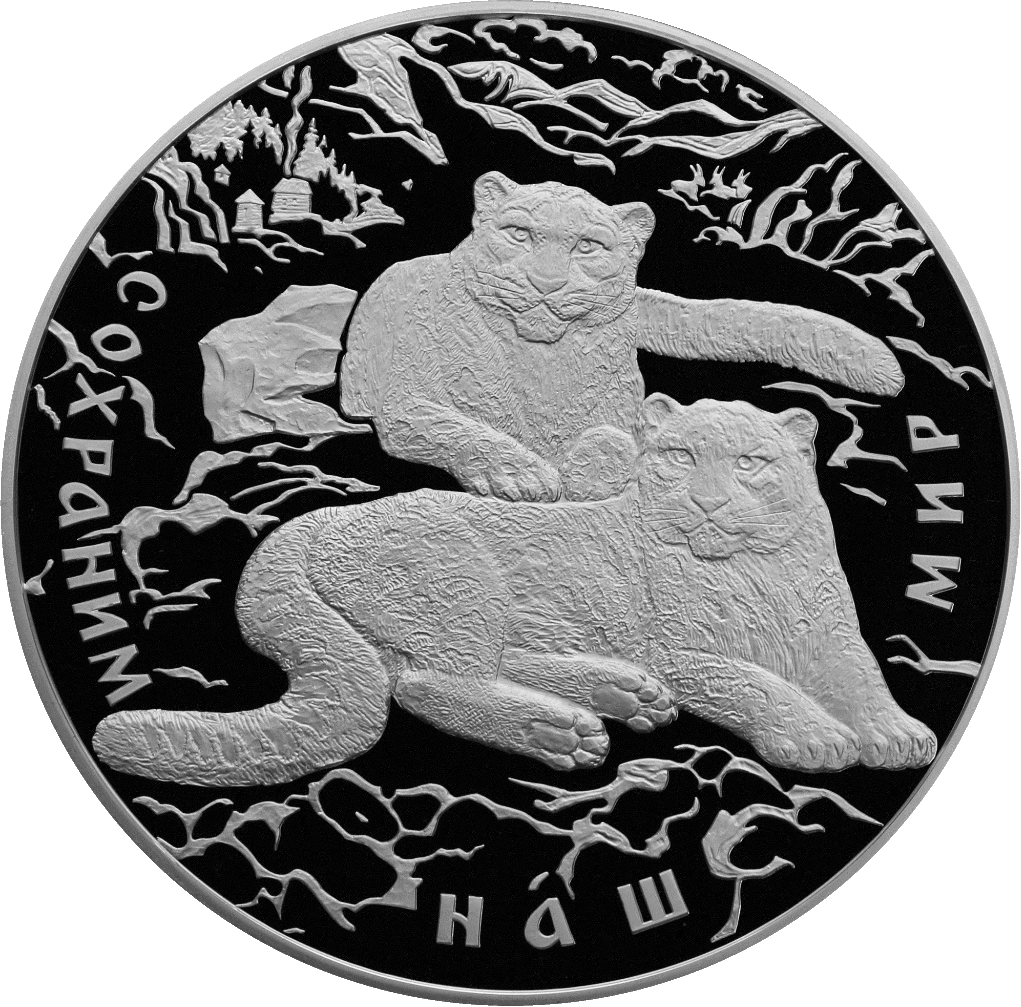
… 100 rublů
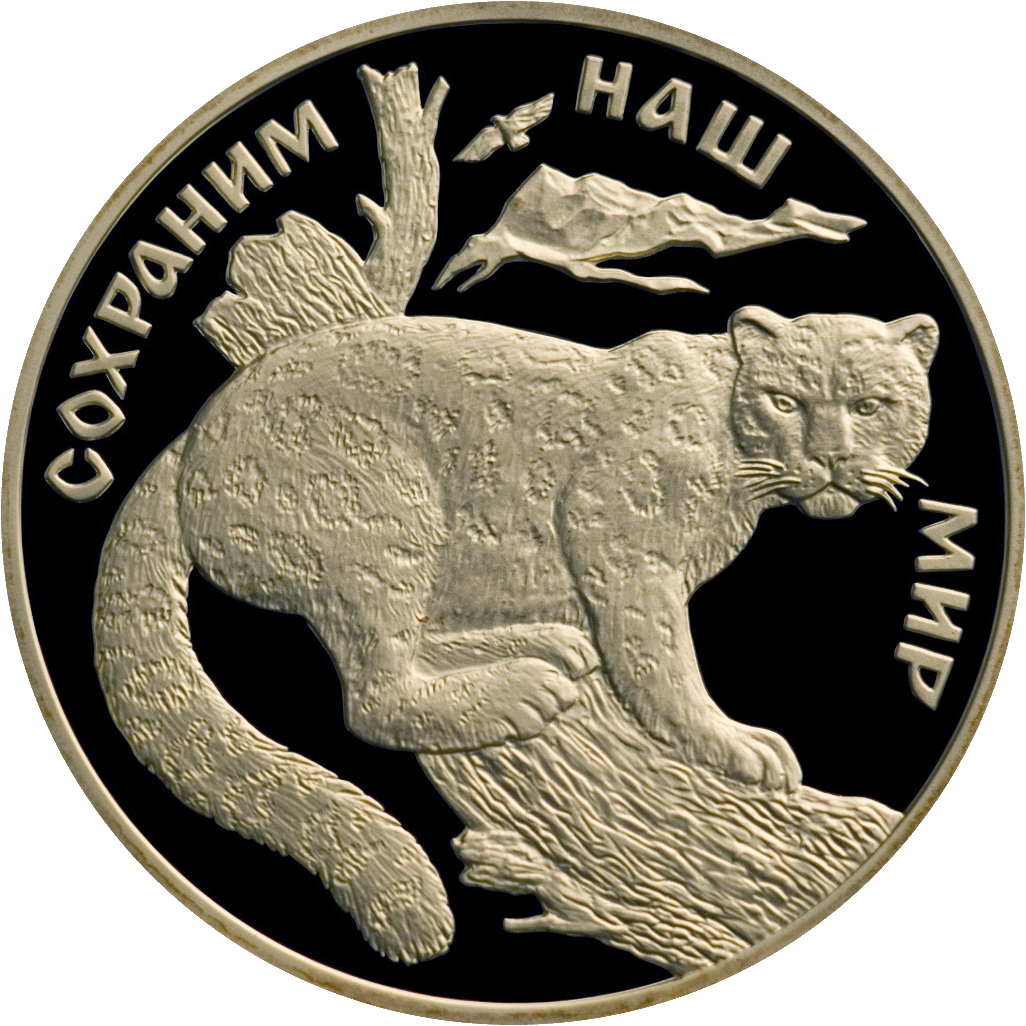
Revers zlaté pamětní mince o hodnotě 100 rublů (Rusko, 2000)
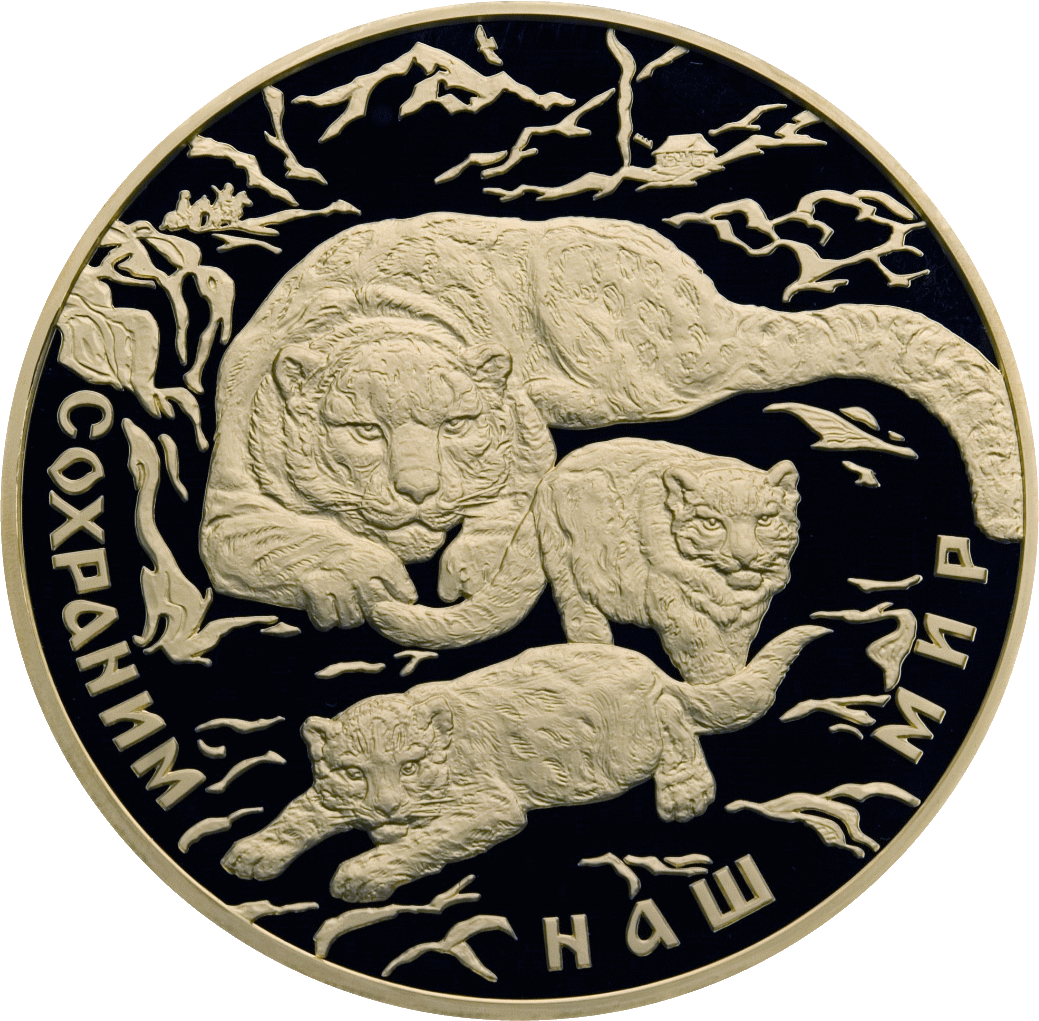
… 10 000 rublů
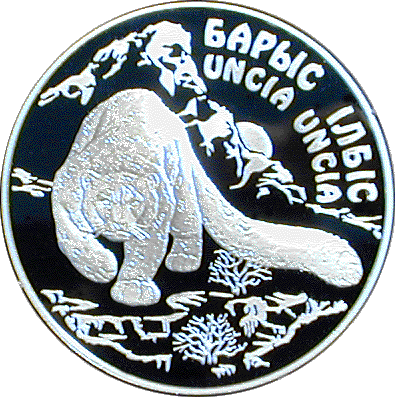
Revers stříbrné pamětní mince o hodnotě 500 tenge (Kazachstán, 2000)
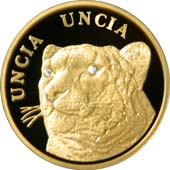
Revers zlaté pamětní mince o hodnotě 500 tenge (Kazachstán, 2008)
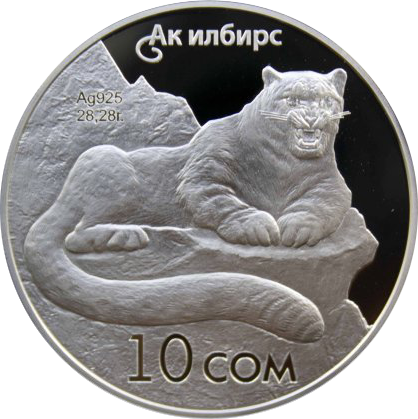
Avers stříbrné pamětní mince o hodnotě 10 somů (Kyrgyzstán, 2012)
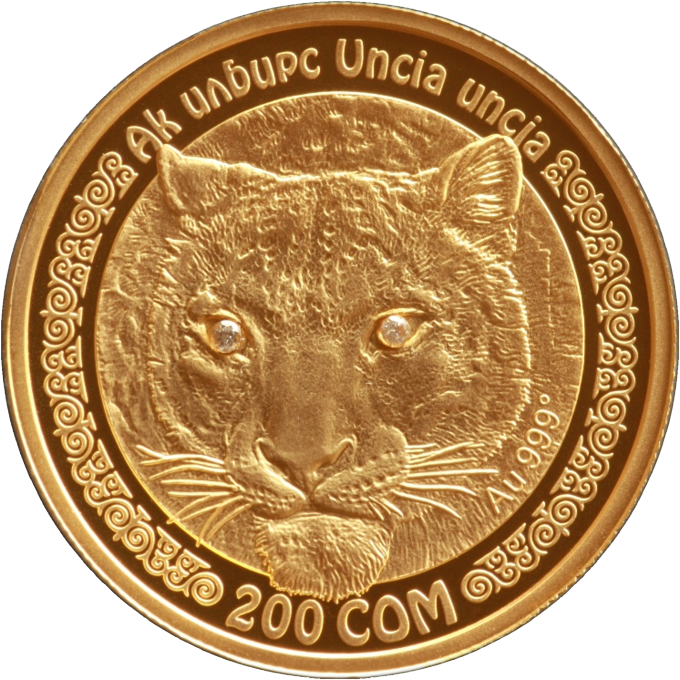
Avers zlaté pamětní mince o hodnotě 200 somů (Kyrgyzstán, 2015)

### Vheraldice
Jelikož irbisa ve středověku Evropa neznala, a i později byl pro Evropany velmi exotickým zvířetem, jeho vyobrazení v heraldice jsou poměrně vzácná a výhradně novodobá. Irbis se v erbech objevuje především v postsovětské oblasti. Běžnou heraldickou figurou je irbisovi podobný levhart, který mohl mít i bílou (případně stříbrnou) barvu. V ruštině byla původně slova „барс“ a „леопард“ synonymy, obě označovala levharta. Postupem času se však slovo „барс“ vžilo jako označení pro irbisa, který byl původně označován pouze souslovím „снежный барс“. V heraldice postsovětských zemí tak „барс“, především bílý, začal být chápán jako irbis. Okřídlený bílý „барс“, chápaný jako irbis, je ve znaku republiky Tatarstán či uzbeckého města Samarkand. Na znacích se však vyskytuje i běžně zbarvený (tedy skvrnitý) irbis. Jako symbol kazašského města Almaty je irbis vyobrazen na jeho znaku. Stylizovaný okřídlený irbis je ve znaku ruské republiky Chakasie. Irbisa má ve svém znaku také Biškek, hlavní město Kyrgyzstánu.

Znak republiky Tatarstán
Znak republiky Chakasie
Irbis ve znaku kazašského města Almaty
Znak Samarkandu
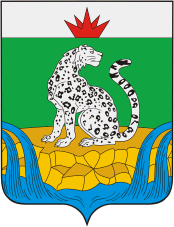
Irbis na znaku Šušenského rajónu Krasnojarského kraje
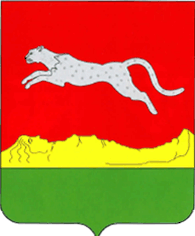
Irbis na znaku Jermakovského rajónu Krasnojarského kraje
Irbis na znaku kyrgyzského hlavního města Biškek

### Vyznamenání
Horolezcům, kteří zdolají všech pět sedmitisícovek na území bývalého Sovětského svazu, náleží neoficiální titul Sněžný leopard. Oficiální označení plakety, kterou jsou horolezci vyznamenáváni, zní „Pokořitel nejvyšších hor SSSR“ („Покоритель высочайших гор СССР“). Název i podoba plakety pochází z roku 1967. Plakety jsou číslované, každý držitel má „svojí“ očíslovanou plaketu.
Irbis je vyobrazen na kyrgyzské státní medaili „Эрдик“ („Za zásluhy“)

### Sport
Irbisa (rusky „барс“, kazašsky „барыс“) mají v názvu a v logu dva kluby Kontinentální hokejové ligy: ruský klub Ak Bars Kazaň (ХК «Ак Барс» Казань) a kazachstánský klub Barys Astana (ХК «Барыс»).
Irbis byl maskotem Zimních Asijských her 2011. Byl rovněž jedním ze tří zvířecích maskotů Zimních olympijských her 2014 v ruském Soči.

### Informační technologie
Operační systém Mac OS X 10.6 od společnosti Apple, uvedený na trh 28. srpna 2009, nesl název Snow Leopard, tedy sněžný levhart (irbis).